# Pan Walther

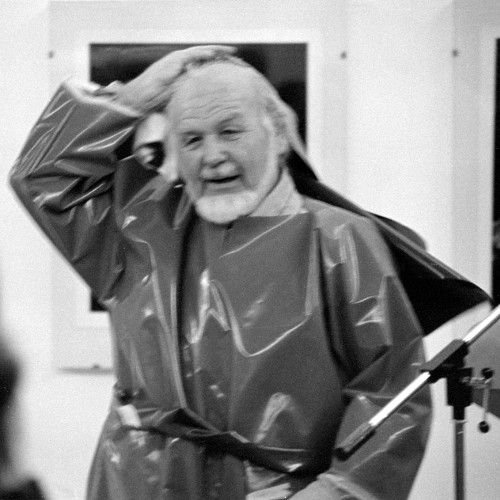
Pan Walther (1986)

Pan Walther (* 10. November 1921 in Dresden; † 14. November 1987 in Bangkok) war ein deutscher Porträt- und Landschaftsfotograf, der sich selbst als Lichtbildner bezeichnete. Im Zentrum seiner beruflichen Tätigkeit standen Ausbildung und Lehre der Fotografie. Als Professor baute er den Studiengang Fotografie an der FH Dortmund auf.

## Werdegang
Pan Walther wurde 1921 in Dresden als leiblicher Sohn von Siegfried Grünberg geboren. Aufgezogen wurde er von Fritz Walther, der auch als urkundlicher Vater fungierte. 1936 ging er zu seinem leiblichen Vater nach Den Haag, wo er seine fotografische Lehre begann. Seine künstlerische Entwicklung wurde von den Fotografen Henri Berssenbrugge, Willy Schürmann und Jan Broocks begleitet. Von 1939 bis 1941 arbeitete Pan Walther selbständig als Fotograf und Filmemacher in Holland. Aus diesen Jahren stammt auch seine Freundschaft zu dem niederländischen Fotografen und Grafiker Wim Noordhoek.
1941 kehrte er nach Dresden zurück, beendete seine Ausbildung an der Fachschule für Photographie in Dresden bei Franz Fiedler. 1943 bis 1945 war er Soldat und heiratete nach seiner Rückkehr die Fotografin Christine Bellmann, die von Grete Back ausgebildet wurde. Gemeinsam richteten sie ein Atelier im Dresdner Stadtteil Loschwitz in der Calberlastraße 1f in Dresden als „künstlerisch freischaffende(.) Lichtbildner“ ein. 1946 legte Walther seine Meisterprüfung als Fotograf ab. Im selben Jahr wurde seine Tochter Franzis geboren. Ein Jahr später eröffnete er mit seiner Frau Christine ein neues Atelier im ehemaligen Künstlerhaus von Georg Curt Bauch in der Pillnitzer Landstraße 29 und richtete zusammen mit Franz Fiedler eine Fotoschule ein. Dieses Atelier wurde nach dem Weggang der Walthers von seiner Schülerin Evelyn Richter weitergeführt. Während der Zeit in Dresden entwickelte Pan Walther die Eigenart seiner Fotografie. Er hielt seine Modelle mit zwanzig bis dreißig Aufnahmen aus verschiedenen Blickwinkeln fest, die zudem unterschiedlich ausgeleuchtet wurden, um dann die treffendste auszuwählen und zu vergrößern. Er porträtierte auch bekannte Persönlichkeiten wie Otto Dix, Willy Brandt und Woldemar Winkler. Den Lichtbildner Pan Walther verband eine enge Freundschaft mit den ebenfalls aus Dresden stammenden Künstlern Josef Hegenbarth und Hermann Glöckner. Künstlerfreundschaften, die auch nach der Übersiedlung Pan Walthers im Jahr 1950 nach Münster fortbestanden und bei regelmäßigen Dresden-Reisen gepflegt wurden. In diesem künstlerischen Umfeld bildete sich das Porträt als „eigentliche künstlerische Domäne“ Walthers heraus. 1949 wurde er in die Gesellschaft Deutscher Lichtbildner berufen, zu deren Ehrenmitglied er 1985 ernannt wurde. 1949 wurde seine Tochter Elin geboren.
Walther hielt sich zwischen 1938 und 1945 regelmäßig im Haus von Wim Noordhoek im Dorf Plasmolen in den Niederlanden auf und lernte dort anthroposophische und humanistische Theorien kennen. Er kam in Kontakt mit Enno Brokke, Jan Gregoor und Ap Sok, die später als Künstlergruppe De Cuykse Groep bekannt wurden. Beeinflusst von Pan Walther, konzentrierte sich Noordhoek, der ursprünglich Zeichner war, immer mehr auf die Fotografie. Zusammen unternahmen Walther und Noordhoek von 1948 bis 1949 eine Reise nach Italien.
1950 verließen Christine und Pan Walther aus politischen Gründen die DDR. In Münster errichtete Walther mit seiner Frau ein Fotoatelier und lehrte ab 1951 an der Werkkunstschule Münster. 1954 ging er ein Jahr lang nach Köln, um dort an der Staatlichen Höheren Fachschule für Photographie als künstlerischer Dozent zu unterrichten. 1955 starb seine Frau Christine. 1956 unternahm er Fotoreisen nach Les-Saintes-Maries-de-la-Mer sowie nach Griechenland und Jugoslawien. 1960 und 65 folgten Reisen nach Spanien. Im Jahr 1963 wechselte er als Dozent an die Werkkunstschule Dortmund „mit eigener Werkgruppe für Photographie, Photographik und Film“. Für diese Gruppe „erschließt er aus eigener Kraft ein totes Zechengelände in Dorstfeld“ und entwickelte dort seine eigene Gestaltungslehre Foto elementar. 1966 kam sein Sohn Fridtjof zur Welt. 1969 wurde er in die Deutsche Gesellschaft für Photographie und in den Bund freischaffender Fotodesigner berufen, dessen Vorsitzender er ein Jahr später wurde. 1970 wurde seine Tochter Eloa geboren. 1971 baute er den Studiengang Foto- und Film-Design an der Werkkunstschule in Dortmund auf und reiste nach Island. Zwei Jahre später erhielt er den Staatspreis des Landes Nordrhein-Westfalen und wurde zum Professor an der zur Fachhochschule gewandelten Werkkunstschule Dortmund ernannt. Es folgen Reisen nach Rom (1975), Griechenland (1979) und in die USA (1984).
Eine besondere Bedeutung gewann während der 1970er Jahre die Fotografik für Walthers Schaffen. Er sah sie als Möglichkeit, fotografische Motive gestalterisch zu überhöhen. Während der 1980er Jahre arbeitete Walther stark mit inszenierten Selbstdarstellungen. „Das Ganze ist ein bischen Satire, ja vielleicht sogar etwas Persiflage. In liebenswerter Form zeige ich meine Abneigung gegen Strammstehen, Heldentum, Totschießenlassen und falsches Ehrgefühl.“
Pan Walther war Mitglied der Gesellschaft Deutscher Lichtbildner und der Deutschen Gesellschaft für Photographie. Für sein Lebenswerk wurde Walther mit zahlreichen Anerkennungen und Auszeichnungen geehrt, darunter 1973 mit dem Staatspreis des Landes Nordrhein-Westfalen. Seine Werke sind in namhaften Museen vertreten, wie dem Museum Ludwig in Köln, der Bibliotheque Nationale in Paris und dem Museum of Modern Art in New York.

## Schüler
Schüler von Pan Walter waren unter anderem Michael Kapsalos, Josef H. Neumann, Evelyn Richter, Axel M. Mosler, Franzis von Stechow, Wolfgang Schreier, Theo Heimann.

## Veröffentlichungen
- Creativ Fotografieren. Teil 2. Gestaltung mit Licht, Form und Farbe. Verlag Laterna magica, München 1981, ISBN 3-87467-208-5.
- Künstlerische Porträtfotografie. Verlag Laterna magica, München 1986, ISBN 3-87467-306-5
- Sehen, Empfinden, Gestalten. Augustus-Verlag, Augsburg 1993, ISBN 3-8043-5033-X